# Törökasztal
A Törökasztal a Bükk-vidéki Pap-kő oldalában álló sziklaalakzat, dácittufa tömb. Sirok közigazgatási területén, a Siroki vár bejáratától mintegy 400 m-re északkeletre, a Barát- és Apáca-sziklák közelében található.
A szikla csúcsát egykor lefaragták, vízszintesre kialakított felületébe pedig kisebb-nagyobb medencéket, tálalakú mélyedéseket, csatornákat, lyukakat véstek.
Sirok, Törökasztal és Bálványkövek kaptárkövek természeti emlék néven Sirok Község 9/2010. (V. 29.) Önkormányzati rendelete helyi jelentőségű védett természeti terület, természeti emlék védettségi kategóriába sorolta.

## Történelem

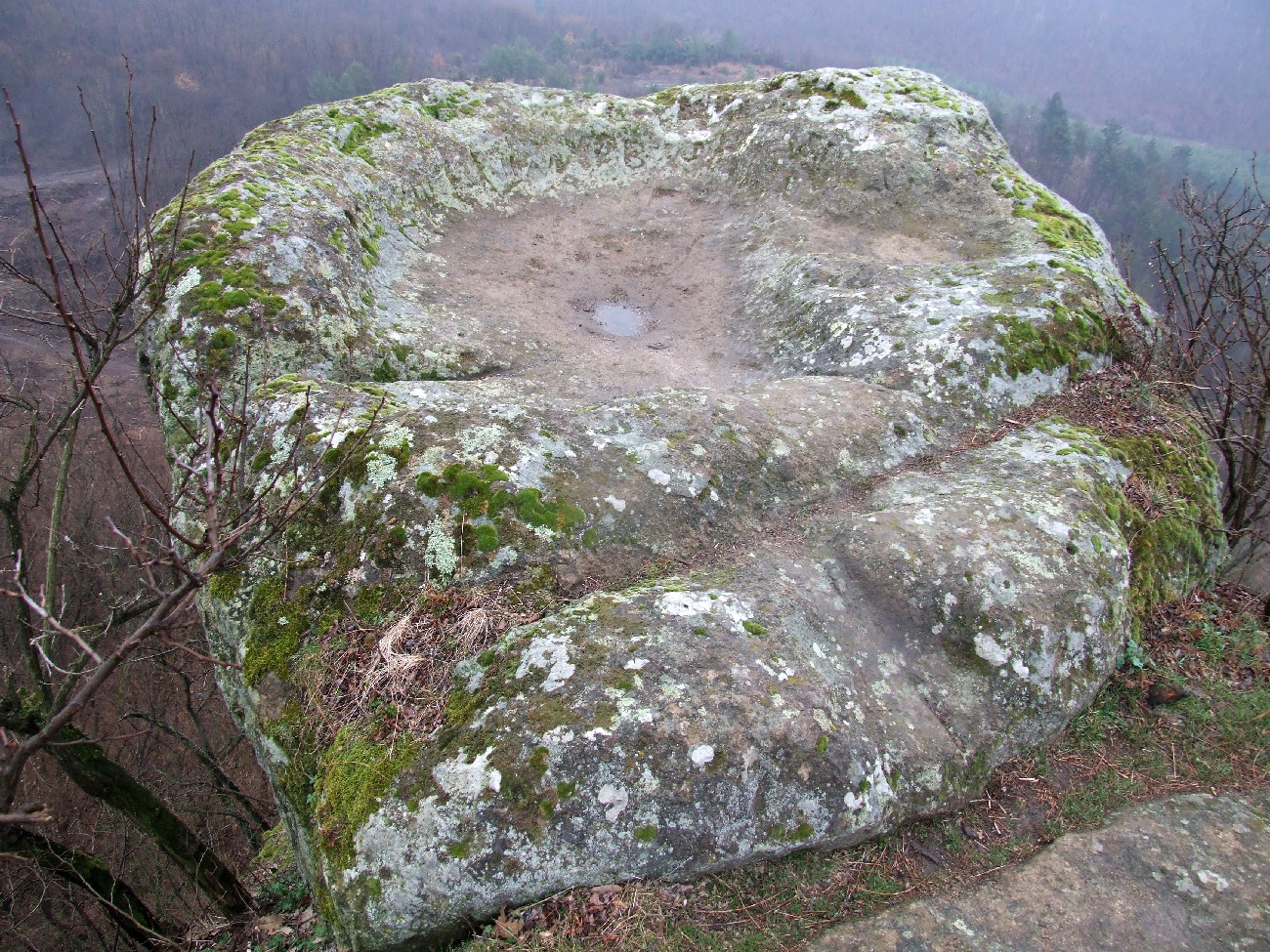
Bevájt mélyedés a Törökasztal tetején

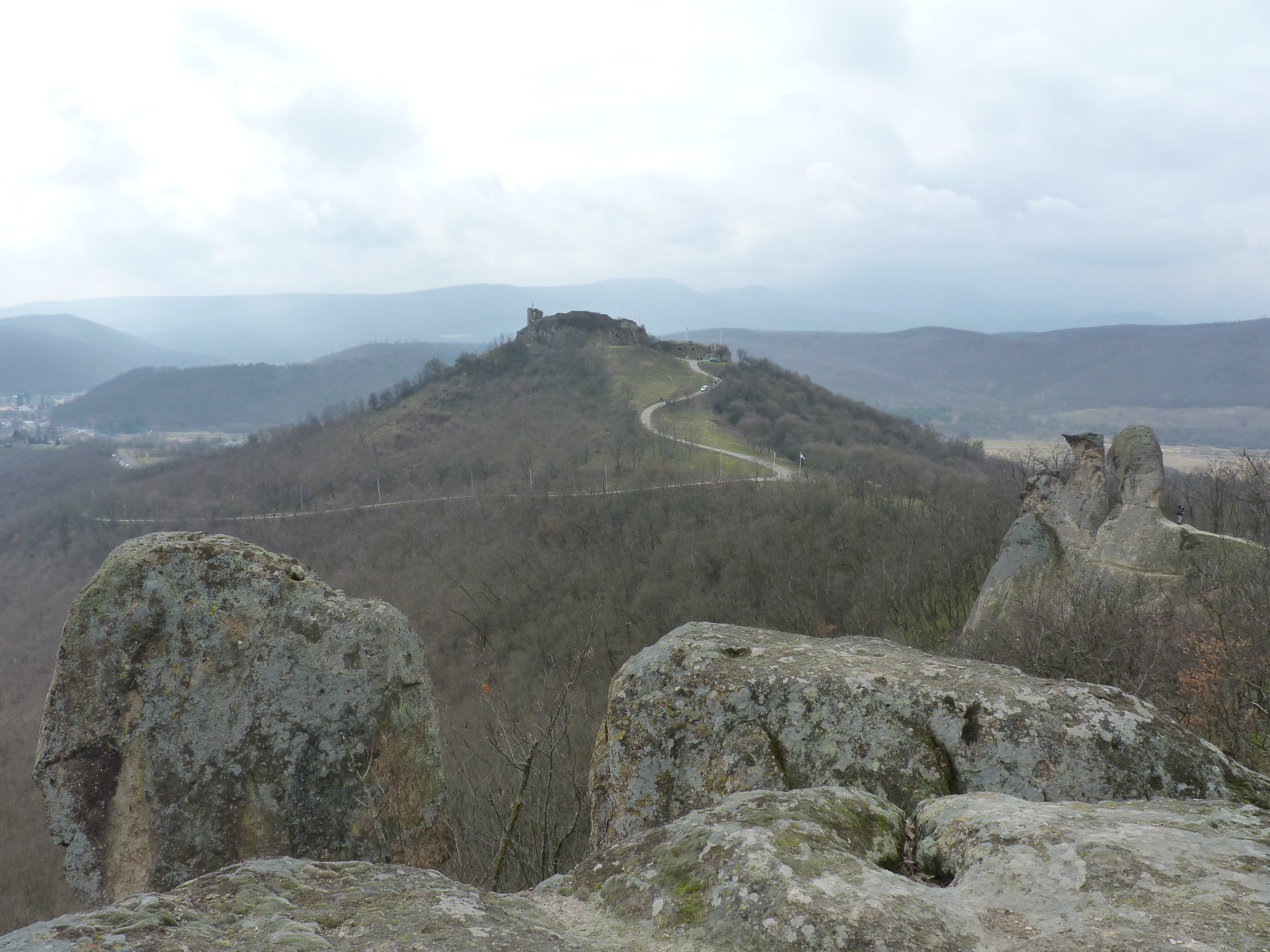
A Siroki vár látképe a Törökasztalról

Egyes feltételezések szerint pogány áldozóoltár lehetett, melyet a Szent István-korabeli keresztény térítések előtti magyar ősvallás áldozati szertartásaihoz használtak; e szerint – az Ipolyi Arnold Magyar mythológiájában leírtak mentén –  az áldozati céllal leölt állat belsőségeit jóslás céljából felboncolták, erre szolgáltak volna a sziklák tetejébe vájt mélyedések.
A sziklaerkély őrállásnak is kiváló lehetett.

## Turizmus
A szikla kitűnő kilátóhely. Közelében halad el az Országos Kéktúra 22-es számú szakasza.